# لا توقف الموسيقى (أغنية ريانا)
دونت ستوب ذا ميوزك هي أغنية سجلتها المغنية البربادوسية ريانا لألبومها الإستديو الثالث، قوود قيرل قون باد (2007). صدرت كأغنية منفردة رابعة من الألبوم يوم 7 سبتمبر، 2007 في جميع أنحاء العالم. الأغنية من كتابة ميكيل إس. إريكسن، وتور إريك هيرمانسن، وتاوانا دبني، ومايكل جاكسون. «دونت ستوب ذا ميوزك» هي أغنية دانس-بوب وتكنو التي تحتوي على تشكيلة واسعة من إيقاعات موسيقى الهيب هوب. الأغنية تتضمن مقطع، «ماما-ساي، ماما-سا، ما-ما-كو-سا»، من أغنية مايكل جاكسون «وانا بي ستارتن سمثنغ» التي صدرت في عام 1983. لأستخدام هذا المقطع، واجه كل من ريانا ومايكل دعوى قضائية من المغني الكاميروني مانو دبانغو، الذي ادعى بأن المقطع المستخدم كان من أغنيته «سول ماكوسا» التي صدرت في عام 1972.

## الأداء التجاري

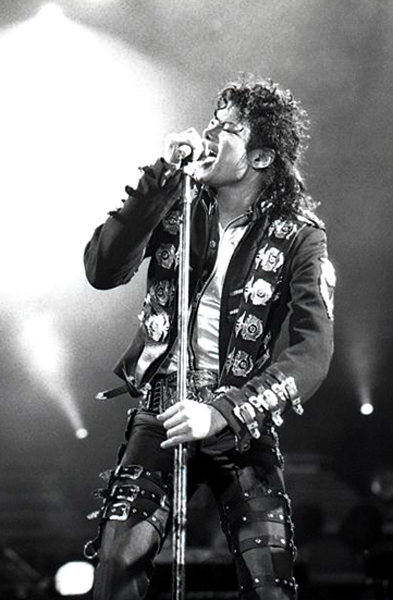
"دونت ستوب ذا ميوزك" عينة من أغنية "وانا بي ستارتن' سومثن'"، من كتابة وأداء مايكل جاكسون.

### أمريكا الشمالية وأوقيانوسيا
في الولايات المتحدة، دخلت «دونت ستوب ذا ميوزك» لأول مرة المركز الرابع والتسعين على الرسم البياني الأمريكي بيلبورد هوت 100 يوم 8 ديسمبر، 2007. بعد شهرين في وجود الأغنية على هذا الرسم، وصلت الأغنية ذروتها في المركز الثالث يوم 16 فبراير، 2008، أيضاً تصدرت الأغنية الرسم البياني الأمريكي بيلبورد لأغاني الدانس كلوب، وأصبحت سادس أغنية لريانا تتصدر هذا الرسم، وصلت الأغنية إلى المركز الثاني على الرسم البياني الأمريكي بيلبورد لأغاني البوب، الأغنية بلغت ذروتها في المركز الرابع والسبعين على الرسم البياني الأمريكي بيلبورد لأغاني الآر أند بي/هيب-هوب. اعتباراً من يونيو عام 2013، الأغنية باعت 3,521,000 نسخة رقمية في الولايات المتحدة، حصلت الاغنية على ثلاث شهادات من البلاتينيوم من قبل رابطة صناعة التسجيلات الأمريكية.
في أستراليا، دخلت «دونت ستوب ذا ميوزك» لأول مرة المركز الثاني والعشرين يوم 3 فبراير، 2008. بعد أسبوعين، يوم 24 فبراير، 2008، الأغنية بلغت ذروتها في المركز الأول. أصبحت ثالث أغنية لريانا تصل إلى المركز الأول في أستراليا، من بعد «إس أو إس» و«أمبريلا». حصلت الأغنية على شهادة البلاتينيوم من قبل رابطة صناعة تسجيل الأسترالية لشحن أكثر من 70,000 نسخة رقمية. في نيوزيلندا، دخلت الأغنية لأول مرة المركز الواحد والثلاثين يوم 12 أكتوبر، 2007. بعد أربعة أسابيع على هذا الرسم، بلغت ذروتها في المركز الثالث وأمضت أسبوعاً واحداً على هذا المركز. حصلت الأغنية على شهادة ذهبية من قبل اتحاد صناعة التسجيلات في نيوزيلندا، بعد بيع 7,500 نسخة رقمية.

### أوروبا
في المملكة المتحدة، «دونت ستوب ذا ميوزك»، دخلت لأول مرة المركز الثامن والستين يوم 15 ديسمبر، 2007. بعد سبعة أسابيع على الرسم البياني، بلغت ذروتها في المركز الرابع. حصلت الأغنية على شهادة فضية من قبل صناعة التسجيلات البريطانية لشحن أكثر من 200,000 نسخة رقمية. دخلت الأغنية لأول مرة المركز الأول على الرسم البياني الفرنسي يوم 27 أكتوبر، 2007، لتصبح أول أغنية لريانا تتصدر القمة على هذا الرسم. دخلت الأغنية الرسم البياني الألماني في المركز الثاني يوم 24 سبتمبر، 2007. بعد أسبوعين وصلت الأغنية إلى المركز الأول. الأغنية كانت ناجحة أيضاً في الرسم البياني السويسري حيث وصلت إلى المركز الأول. الأغنية وصلت أيضاً إلى المركز الأول في النمسا، وفي بلجيكا، وفي المجر، وفي هولندا.

## الجوائز والترشيحات
| السنة | الحفل                                        | البلد المضيف            | الفئة                               | النتيجة | المصادر |
| ----- | -------------------------------------------- | ----------------------- | ----------------------------------- | ------- | ------- |
| 2008  | جوائز بربادوس الموسيقية                      |                         | أفضل أغنية بوب/آر أند بي منفردة     | فوز     | [ 9 ]   |
| 2008  | جوائز الغرامي                                |                         | أفضل تسجيل دانس                     | رُشِّح     | [ 10 ]  |
| 2008  | جوائز إم تي في بلاتينيوم لأكثر فيديو تم عرضه | قولد                    | فوز                                 | [ 11 ]  |         |
| 2008  | جوائز متش للأغاني المصورة                    |                         | المفضل لديك: فيديو عالمي            | فوز     | [ 12 ]  |
| 2008  | جوائز متش للأغاني المصورة                    | أفضل فيديو عالمي - فنان | رُشِّح                                 |         | [ 12 ]  |
| 2008  | جوائز إن آر جي الموسيقية                     |                         | أفضل أغنية عالمية                   | فوز     | [ 13 ]  |
| 2008  | جوائز نكلوديون كدز شويس البريطانية           |                         | أفضل فيديو مصور من قبل إم تي في هتز | رُشِّح     | [ 14 ]  |
| 2008  | جوائز تين تشويس                              |                         | اختيار موسيقى: فنان آر أند بي       | رُشِّح     | [ 15 ]  |
| 2009  | جوائز آيسكاب بوب الموسيقية                   | الأغنية الأكثر أداءً     | فوز                                 | [ 16 ]  |         |
| 2009  | جوائز بي إم آي بوب                           | الأغنية الأكثر أداءً     | فوز                                 | [ 17 ]  |         |
| 2009  | جوائز نكلوديون كدز شويس                      | الأغنية المفضلة         | رُشِّح                                 | [ 18 ]  |         |

## الصيغ وقائمة الأغاني
| - ريمكسات ترويجية 1. «دونت ستوب ذا ميوزك» (سوليتيرز مور دراما مكس) – 8:04 2. «دونت ستوب ذا ميوزك» (ذا وايدبويز كلوب مكس) – 6:38 - أسطوانة مطولة رقمية 1. «دونت ستوب ذا ميوزك» – 4:27 2. «دونت ستوب ذا ميوزك» (ذا وايدبويز كلوب مكس) – 6:38 3. «دونت ستوب ذا ميوزك (اللحن)» – 4:19 - أسطوانة منفردة ألمانية 1. «دونت ستوب ذا ميوزك» – 4:27 2. «دونت ستوب ذا ميوزك» (ذا وايدبويز كلوب مكس) – 6:38 3. «دونت ستوب ذا ميوزك» (اللحن) – 4:19 4. «دونت ستوب ذا ميوزك» (الفيديو) – 3:39 | - أسطوانة منفردة فرنسية/بريطانية 1. «دونت ستوب ذا ميوزك» – 4:27 2. «دونت ستوب ذا ميوزك (ذا وايدبويز كلوب مكس)» – 6:38 - ريمكسات آي تونز 1. «دونت ستوب ذا ميوزك» (نسخة الألبوم) – 4:29 2. «دونت ستوب ذا ميوزك» (جودي دن برودر نسخة الراديو) – 4:22 3. «دونت ستوب ذا ميوزك» (ذا وايدبويز نسخة الراديو) – 3:11 4. «دونت ستوب ذا ميوزك» (نسخة سوليتيرز مور دراما) – 4:08 5. «دونت ستوب ذا ميوزك» (جودي دن برودر بيغ روم مكس) – 10:33 6. «دونت ستوب ذا ميوزك» (ذا وايدبويز كلوب مكس) – 6:39 7. «دونت ستوب ذا ميوزك» (سوليتيرز مور دراما ريمكس) – 8:08 8. «دونت ستوب ذا ميوزك» (جودي دن برودر بيغ روم دب) – 8:34 9. «دونت ستوب ذا ميوزك» (ذا وايدبويز دب مكس) – 6:44 10. «دونت ستوب ذا ميوزك» (سوليتيرز مور دراما دب) – 7:38 |

## الرسوم البيانية
| الرسم البياني (2007-2009)                                   | المركز | المصادر |
| ----------------------------------------------------------- | ------ | ------- |
| أستراليا (ARIA)                                             | 1      | [ 25 ]  |
| النمسا (Ö3 Austria Top 40)                                  | 1      | [ 26 ]  |
| بلجيكا (Ultratop 50 Flanders)                               | 1      | [ 27 ]  |
| بلجيكا (Ultratop 50 Wallonia)                               | 1      | [ 28 ]  |
| كندا (Canadian Hot 100)                                     | 2      | [ 29 ]  |
| جمهورية التشيك (IFPI)                                       | 2      | [ 30 ]  |
| الدنمارك (Tracklisten)                                      | 4      | [ 31 ]  |
| فنلندا (Suomen virallinen lista)                            | 3      | [ 32 ]  |
| فرنسا (SNEP)                                                | 1      | [ 33 ]  |
| ألمانيا (Media Control Charts)                              | 1      | [ 34 ]  |
| المجر (Rádiós Top 40)                                       | 1      | [ 35 ]  |
| المجر (Dance Top 40)                                        | 1      | [ 35 ]  |
| المجر (Single Top 10)                                       | 6      | [ 35 ]  |
| أيرلندا (IRMA)                                              | 6      | [ 36 ]  |
| إيطاليا (FIMI)                                              | 2      | [ 37 ]  |
| هولندا (Dutch Top 40)                                       | 1      | [ 38 ]  |
| نيوزيلندا (Recorded Music NZ)                               | 3      | [ 39 ]  |
| النرويج (VG-lista)                                          | 7      | [ 40 ]  |
| سلوفاكيا (IFPI)                                             | 2      | [ 41 ]  |
| السويد (Sverigetopplistan)                                  | 6      | [ 42 ]  |
| سويسرا (Schweizer Hitparade)                                | 1      | [ 43 ]  |
| إسبانيا (PROMUSICAE)                                        | 41     | [ 44 ]  |
| المملكة المتحدة (The Official Charts Company)               | 4      | [ 30 ]  |
| الولايات المتحدة (Billboard Hot 100)                        | 3      | [ 45 ]  |
| الولايات المتحدة (Billboard Adult Pop Songs)                | 27     | [ 46 ]  |
| الولايات المتحدة (Billboard Dance Club Songs)               | 1      | [ 47 ]  |
| الولايات المتحدة (Billboard Dance/Electronic Digital Songs) | 19     | [ 48 ]  |
| الولايات المتحدة (Billboard Dance/Mix Show Airplay)         | 1      | [ 49 ]  |
| الولايات المتحدة (Billboard Digital Songs)                  | 2      | [ 50 ]  |
| الولايات المتحدة (Billboard Latin Airplay)                  | 35     | [ 51 ]  |
| الولايات المتحدة (Billboard Latin Pop Songs)                | 31     | [ 52 ]  |
| الولايات المتحدة (Billboard Hot Latin Songs)                | 35     | [ 53 ]  |
| الولايات المتحدة (Billboard Pop Songs)                      | 3      | [ 54 ]  |
| الولايات المتحدة (Billboard R&B/Hip-Hop Airplay)            | 74     | [ 55 ]  |
| الولايات المتحدة (Billboard Hot R&B/Hip-Hop Songs)          | 74     | [ 56 ]  |
| الولايات المتحدة (Billboard Radio Songs)                    | 3      | [ 57 ]  |
| الولايات المتحدة (Billboard Rhythmic Songs)                 | 6      | [ 58 ]  |
| الولايات المتحدة (Billboard Ringtones)                      | 16     | [ 59 ]  |

| الرسم البياني (2007)          | المركز | المصادر |
| ----------------------------- | ------ | ------- |
| النمسا (Ö3 Austria Top 40)    | 15     | [ 60 ]  |
| بلجيكا (Ultratop 50 Flanders) | 14     | [ 61 ]  |
| بلجيكا (Ultratop 50 Wallonia) | 39     | [ 62 ]  |
| سويسرا (Schweizer Hitparade)  | 10     | [ 63 ]  |

| الرسم البياني (2008)                          | المركز | المصادر |
| --------------------------------------------- | ------ | ------- |
| أستراليا (ARIA)                               | 12     | [ 64 ]  |
| بلجيكا (Ultratop 50 Flanders)                 | 4      | [ 65 ]  |
| بلجيكا (Ultratop 50 Wallonia)                 | 2      | [ 66 ]  |
| كندا (Canadian Hot 100)                       | 10     | [ 67 ]  |
| السويد (Sverigetopplistan)                    | 39     | [ 68 ]  |
| سويسرا (Schweizer Hitparade)                  | 20     | [ 69 ]  |
| المملكة المتحدة (The Official Charts Company) | 24     | [ 70 ]  |
| الولايات المتحدة (Billboard Hot 100)          | 17     | [ 71 ]  |
| الولايات المتحدة (Billboard Digital Songs)    | 11     | [ 72 ]  |
| الولايات المتحدة (Billboard Pop Songs)        | 21     | [ 73 ]  |
| الولايات المتحدة (Billboard Radio Songs)      | 19     | [ 74 ]  |

| الرسم البياني (2000-2009) | المركز | المصادر |
| ------------------------- | ------ | ------- |
| أستراليا (ARIA)           | 60     | [ 75 ]  |

## الشهادات
| الدولة           | المزود         | الشهادات     | المبيعات  | المصادر |
| ---------------- | -------------- | ------------ | --------- | ------- |
| أستراليا         | (ARIA)         | بلاتينيوم    | 70,000    | [ 76 ]  |
| بلجيكا           | (BEA)          | بلاتينيوم    | 30,000    | [ 77 ]  |
| البرازيل         | (ABPD)         | بلاتينيوم    | 100,000   | [ 78 ]  |
| الدنمارك         | (IFPI Denmark) | بلاتينيوم    | 15,000    | [ 79 ]  |
| فنلندا           | (SNEP)         | قولد         | 5,000     | [ 80 ]  |
| ألمانيا          | (BVMI)         | قولد         | 150,000   | [ 81 ]  |
| نيوزيلندا        | (RMNZ)         | بلاتينيوم    | 15,000    | [ 82 ]  |
| المملكة المتحدة  | (BPI)          | قولد         | 400,000   | [ 83 ]  |
| الولايات المتحدة | (RIAA)         | 3× بلاتينيوم | 3,521,000 | [ 84 ]  |

## تاريخ الإصدار
| الدولة           | التاريخ         | نوع الإصدار              | الشركة المنتجة | المصادر       |
| ---------------- | --------------- | ------------------------ | -------------- | ------------- |
| كندا             | 7 أغسطس، 2007   | ريمكسات ترويجية          | ديف جام        | [ 19 ] [ 20 ] |
| الولايات المتحدة | 7 أغسطس، 2007   | ريمكسات ترويجية          | ديف جام        | [ 85 ] [ 86 ] |
| أستراليا         | 7 سبتمبر، 2007  | أسطوانة مطولة            | ديف جام        | [ 21 ]        |
| النمسا           | 7 سبتمبر، 2007  | أسطوانة مطولة            | ديف جام        | [ 87 ]        |
| فنلندا           | 7 سبتمبر، 2007  | أسطوانة مطولة            | ديف جام        | [ 88 ]        |
| ألمانيا          | 7 سبتمبر، 2007  | أسطوانة منفردة           | يونيفرسال      | [ 22 ] [ 89 ] |
| إيطاليا          | 7 سبتمبر، 2007  | أسطوانة مطولة            | ديف جام        | [ 90 ]        |
| اليابان          | 7 سبتمبر، 2007  | أسطوانة مطولة            | ديف جام        | [ 91 ]        |
| هولندا           | 7 سبتمبر، 2007  | أسطوانة مطولة            | ديف جام        | [ 92 ]        |
| نيوزيلندا        | 7 سبتمبر، 2007  | أسطوانة مطولة            | ديف جام        | [ 93 ]        |
| النرويج          | 7 سبتمبر، 2007  | أسطوانة مطولة            | ديف جام        | [ 94 ]        |
| فرنسا            | 22 أكتوبر، 2007 | أسطوانة منفردة           | يونيفرسال      | [ 23 ]        |
| الولايات المتحدة | 13 يناير، 2008  | كونتيمبوراري هيت راديو   | ديف جام        | [ 95 ] [ 96 ] |
| الولايات المتحدة | 20 يناير، 2008  | ريذمك كونتيمبوراري راديو | ديف جام        | [ 95 ] [ 96 ] |
| المملكة المتحدة  | 4 فبراير، 2008  | أسطوانة منفردة           | ميركوري        | [ 97 ]        |
| أستراليا         | 14 مايو، 2008   | ريمكس رقمي               | ديف جام        | [ 24 ]        |